# Bomba de membrana

Principi básic del funcionament d'una bomba de membrana.

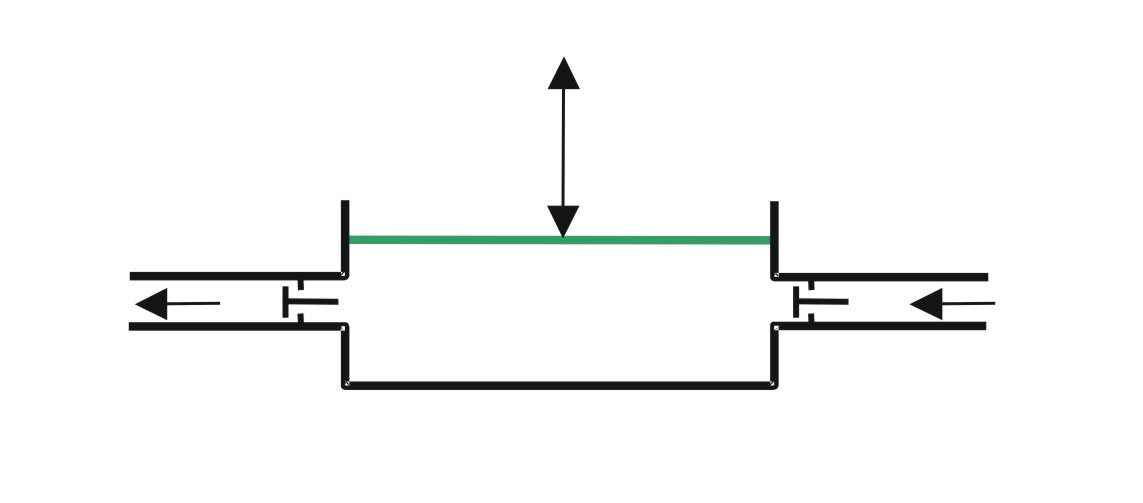
Principi de funcionament d'una bomba de membrana.

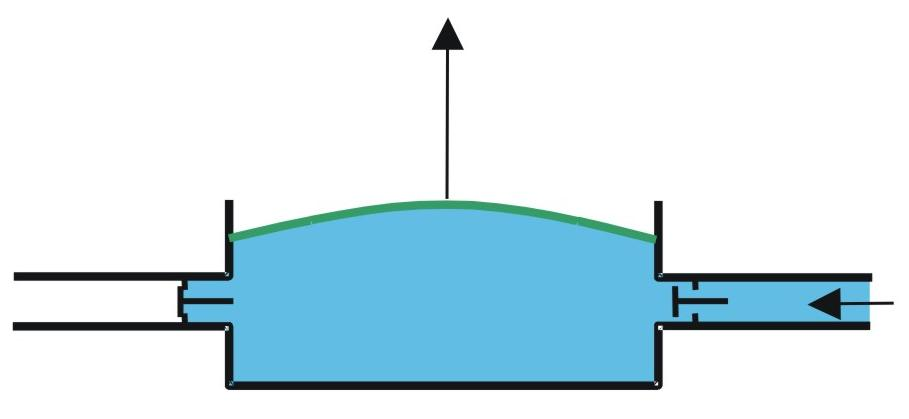
Bomba de membrana aspirant.

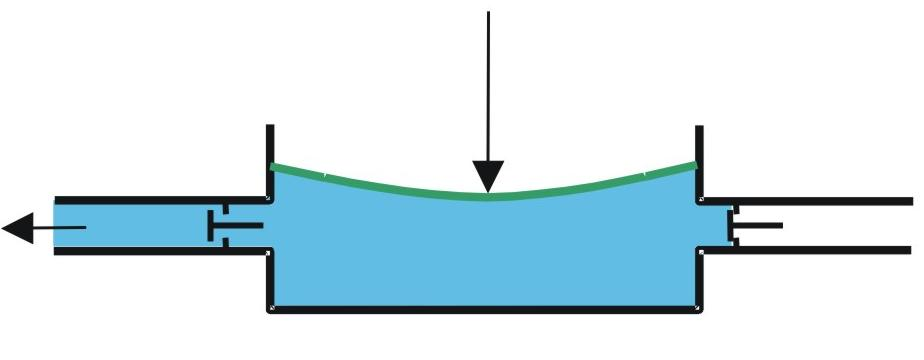
Bomba de membrana impulsant.

La bomba de membrana o bomba de diafragma és un tipus de bomba de desplaçament positiu, generalment alternatiu, en la qual l'augment de pressió es realitza per l'embranzida d'unes parets elàstiques —membranes o diafragmes— que varien el volum de la cambra, augmentant-ho i disminuint-ho alternativament. Unes vàlvules de retenció, normalment de boles d'elastòmer, controlen que el moviment del fluid es faci de la zona de menor pressió a la de major pressió.
L'acció d'aquestes bombes pot ser:
- Elèctrica, mitjançant un motor elèctric, en aquest cas es diu que és una electrobomba. No obstant això, hi ha altres electrobombes que no són bombes de membrana.[1]
- Pneumàtica, mitjançant aire comprimit, en aquest cas es diu que és una bomba pneumàtica. La majoria de les bombes pneumàtiques són bombes de membrana.[2]

Existeixen bombes pneumàtiques i elèctriques de doble diafragma, les quals funcionen sota el mateix principi que les anteriors, però tenen dues cambres amb un diafragma cadascuna, de manera que quan una membrana disminueix el volum de la seva cambra respectiva, l'altra membrana augmenta el volum de l'altra cambra i viceversa.

## Aplicacions
Ofereixen certs avantatges enfront d'altres tipus de bombes, ja que no posseeixen tancaments mecànics ni empaquetadures que són les principals causes de trencament dels equips de bombament en condicions severes. Aquestes bombes són autocebantes, és a dir, no és necessari omplir la columna d'aspiració de líquid perquè funcionin, per la qual cosa poden ser utilitzades per treure líquid de dipòsits per aspiració encara que la canonada d'aspiració estigui plena d'aire inicialment.
El seu manteniment és senzill i ràpid i amb components fàcils de substituir.
Depenent de l'interval de temperatures en el qual hagi de treballar la màquina, s'utilitzen uns materials o uns altres per a les membranes. Els materials més utilitzats són neoprè, teflón, poliuretà i altres materials sintètics.
A causa de la resistència a la corrosió d'aquestes bombes i al fet de no ser necessari encebar-les perquè funcionin, aquests equips són molt utilitzats en multitud d'indústries per al moviment de pràcticament qualsevol tipus de líquid com: àcids, derivats del petroli, dissolvents, pintures, vernissos, negres, fangs de depuradora, reactius, concentrats de fruites, xocolata, plantes de procés, indústries químiques, alimentàries, òptiques, galvàniques o de begudes, aigües residuals, mineries, construcció, bucs, indústries ceràmiques, cartoneres, fàbriques de paper o de circuits impresos, etc.